# Mambrú se fue a la guerra
Mambrú se fue a la guerra és una pel·lícula espanyola de 1986 dirigida per Fernando Fernán Gómez i protagonitzada per ell mateix i María Asquerino, Agustín González, Emma Cohen, Nuria Gallardo, Jorge Sanz, Carlos Cabezas i María Luisa Ponte, entre d'altres.
A pesar que el títol està inspirat en una famosa cançó francesa (dedicada a John Churchill, 1.er duc de Marlborough amb motiu de la seva participació en la Guerra de Successió Espanyola), la pel·lícula es basa en l'ocultació d'un republicà durant la dictadura franquista i principalment la seva vida a partir de la mort de Franco, al costat de la seva família, a partir de la qual cosa se'ls obre tota una perspectiva del món diferent.

## Trama
La mort de Franco marca un abans i un després en una família, principalment pel descobriment que el seu pare, al qual creien mort durant la guerra civil, estava ocult i continua viu...

## Premis i candidatures
1a edició dels Premis Goya
| Categoria                   | Persona               | Resultat  |
| --------------------------- | --------------------- | --------- |
| Millor actor protagonista   | Fernando Fernán Gómez | Guanyador |
| Millor actor de repartiment | Agustín González      | Nominat   |
| Millor guió                 | Pedro Beltrán         | Nominat   |

Fotogramas de Plata
| Categoria              | Persona               | Resultat  |
| ---------------------- | --------------------- | --------- |
| Millor actor de cinema | Fernando Fernán Gómez | Guanyador |
| Millor actor de cinema | Jorge Sanz            | Nominat   |